# Orlando Viloni
Orlando Viloni (Buenos Aires, Argentina; 1920 - Buenos Aires, Argentina; 13 de febrero de 1980) fue un maquillador y director de maquillaje argentino.

## Carrera
Se inició en cine poco antes de finalizar la década del '50. Toda una generación de actores fue maquillada por Viloni. Junto a su compañero Jorge Bruno, hizo el trabajo de maquillaje en numerosos films dirigidos por Leopoldo Torre Nilsson. En varias oportunidades fue el maquillador exclusivo de Isabel Sarli (siempre con mucho rouge) en películas como Setenta veces siete. También fue el responsable de caracterizar a Alfredo Alcón en Don José de San Martín, al encorvarle la nariz, darle luces y sombras en el rostro y retocar la peluca que remedaba la cabellera del prócer.
Otras figuras que pasaron por sus manos fueron Zully Moreno, Libertad Leblanc, Alberto de Mendoza, José Slavin, Thelma Biral, China Zorrilla, entre otras.
Fue junto a Bruno Boval uno de los máximos exponentes del maquillaje en la cinematografía argentina.

## Filmografía[2]
- 1976: Piedra libre.
- 1976: Soñar, soñar.
- 1975: La guerra del cerdo
- 1975: El pibe Cabeza.
- 1974: La diosa virgen.
- 1974: Boquitas pintadas.
- 1974: Quebracho.
- 1973: Furia infernal.
- 1973: Juan Moreira.
- 1972: Mannequín... alta tensión.
- 1972: La maffia
- 1971: La bestia desnuda.
- 1970: Los herederos
- 1969: Embrujada
- 1969: Fuego
- 1969: La venganza del sexo
- 1966: Fuego en la sangre
- 1966: La cómplice
- 1965: La mujer del zapatero
- 1965: Crónica de un niño solo.
- 1963: Testigo para un crimen.
- 1962: Detrás de la mentira.
- 1959: Hombres salvajes.
- 1958: El jefe
- 1957: Rebelião em Vila Rica
- 1956: Los tallos amargos
- 1955: El barro humano
- 1954: Tren internacional
- 1954: Barrio Gris
- 1952: La encrucijada
- 1952: Mala gente
- 1950: Escuela de campeones
- 1944: El muerto falta a la cita